# Maresciallo della forza aerea
Maresciallo dell'aria o Maresciallo della forza aerea è il supremo grado in alcune aviazioni militari, in particolare di tradizione britannica, talora solamente onorifico.
In alcuni paese la denominazione del grado è Maresciallo della forza aerea  in altri paesi è il grado di maresciallo dell'aria il più elevato attribuibile agli ufficiali dell'aeronautica militare, equivalente a gradi come maresciallo o feldmaresciallo nell'esercito e grande ammiraglio nella marina militare e come questi utilizzato solo in passato o in tempo di guerra, può essere solamente onorifico.

## Unione Sovietica
Nell'Aeronautica militare sovietica (russo: Военно-Воздушные Силы CCCP; traslittarato: Voenno-vozdušnye sily SSSR) i gradi più alti erano quelli di Maresciallo dell'aviazione (russo: маршал авиаций; traslittarato: Maršal aviacij) e Maresciallo dell'Aviazione dell'Unione Sovietica (russo: главный маршал авиаций Советского Союза; traslittarato: Glavnyj maršal aviacij Sovetskogo Sojuza; letteralmente Maresciallo capo dell'Aviazione dell'Unione Sovietica) riservato al comandante dell'Aeronautica militare sovietica, l'ultimo dei quali è stato Evgenij Ivanovič Šapošnikov.
Nel corso della seconda guerra mondiale nelle forze armate sovietiche vennero creati specifici gradi di maresciallo per gli ufficiali generali destinati al comando di una grande formazione di un'Arma o di un corpo. Dal punto di vista nominale il livello di grado era equivalente a generale dell'armata, tuttavia gli ufficiali generali di quel grado non avendo spesso le specifiche competenze, ad assolvere compiti di comando di un'Arma o di una grande formazione quali una grande unità corazzata, una grande unità di artiglieria o di una grande formazione aerea, essendo all'epoca l'aviazione sovietica parte dell'Armata Rossa.
La denominazione del grado era letteralmente "maresciallo del tipo di truppe" (russo: Маршал рода войск; traslittarato: Maršal roda vojsk) che era un calco dal tedesco General der Waffengattung (Generale di corpo; letteralmente: generale del tipo d'arma); i primi ufficiali generali dell'aviazione, dell'artiglieria e delle truppe corazzate furono promossi a questo grado il 16 gennaio 1943 su disposizioni del "Presidium del Soviet Supremo", cui seguirono nel mese di ottobre le nomine dei marescialli del comunicazioni e del Corpo degli ingegneri e l'istituzione per i vertici di ciascuna Arma o Corpo del grado di maresciallo generale (russo:  главный маршал рода войск;; traslittarato: Glavnyj Maršal roda vojsk; letteralmente: Maresciallo capo del tipo di truppe).
Nel 1946 l'Aviazione sovietica divenne una forza armata autonoma e il Maresciallo dell'aviazione il comandante in capo.
| Ufficiali generali |                                           |                                           |                                       |                                       |                                       |                                    |                                    |                                    |                                |                                |                                |
| главный маршал Авиации Советского Союза Maresciallo generale dell'Aviazione dell'Unione Sovietica (comandante generale) |                                           |                                           |                                       |                                       |                                       |                                    |                                    |                                    |                                |                                |                                |
| маршал авиации Maresciallo dell'aviazione                                                                               | маршал авиации Maresciallo dell'aviazione | маршал авиации Maresciallo dell'aviazione | генерал-полковник Colonnello generale | генерал-полковник Colonnello generale | генерал-полковник Colonnello generale | генерал-лейтенант Tenente generale | генерал-лейтенант Tenente generale | генерал-лейтенант Tenente generale | генерал-майор Maggior generale | генерал-майор Maggior generale | генерал-майор Maggior generale |

## Regno Unito
Nella Royal Air Force, l'aeronautica militare britannica, il grado di marshal of the Royal Air Force (letteralmente maresciallo della Royal Air Force), puramente onorario, detenuto oltre che da alcuni ufficiali della Royal Air Force giunti all'apice della loro carriera, anche dal Principe Carlo e dal Principe Filippo di Edimburgo che ha lo stesso titolo onorario anche nella Royal Australian Air Force.
Il marshal of the Royal Air Force (codice NATO OF-10) è usato anche nelle forze aeree di alcuni paesi del Commonwealth, come Australia, Bangladesh, India, Nuova Zelanda e Pakistan, nonché di altri paesi che hanno adottato il sistema britannico, quali la Thailandia. Nella Aeronautica greca in epoca regia esisteva il grado di Aitherárchis (greco: Αιθεράρχης) traducibile come maresciallo dell'aria, conferito solamente al re di Grecia grado che è stato abolito dopo la fine della monarchia e quindi non più presente nell'attuale aeronautica greca.
Nella Royal New Zealand Air Force, l'aeronautica della Nuova Zelanda il titolo di Marshal of the Royal New Zealand Air Force è detenuto da Filippo di Edimburgo mentre il massino grado raggiunto è quello di Air Marshal detenuto dal capo di stato maggiore delle forze armate, mentre il grado di air vice-marshal è detenuto dal comandante in capo della aeronautica della Nuova Zelanda.
Nella Royal Canadian Air Force, nonostante il Canada faccia parte del Commonwealth, il titolo di Maresciallo della Royal Canadian Air Force non è stato mai concesso.

### Storia
Il titolo di  Marshal of the Royal Air Force fu istituito nel 1919 e il primo ufficiale cui venne conferito è stato, nel 1927 Sir Hugh Trenchard. Da allora, compreso Trenchard, sono stati ventisette coloro i quali hanno ricevuto questo titolo, di cuo ventidue sono stati ufficiali della Royal Air Force e cinque ad appartenenti alla famiglia reale britannica. Re Giorgio V non ricevette formalmente il titolo di maresciallo della RAF, ma assunse il titolo di Comandante in capo della Royal Air Force e in questa veste di tanto in tanto ha indossato l'uniforme di maresciallo della RAF, indossando per la prima volta tale uniforme nel 1935, l'anno prima della sua morte.
Escludendo i Sovrani britannici e gli altri membri della famiglia reale, gli unici due ufficiali della RAF cui è stato conferito il titolo senza avere ricoperto il ruolo di capo di stato maggiore della Royal Air Force sono stati Lord Douglas di Kirtleside comandante del Royal Air Force Coastal Command e Sir Arthur Harris, comandante del Bomber Command.

## Italia

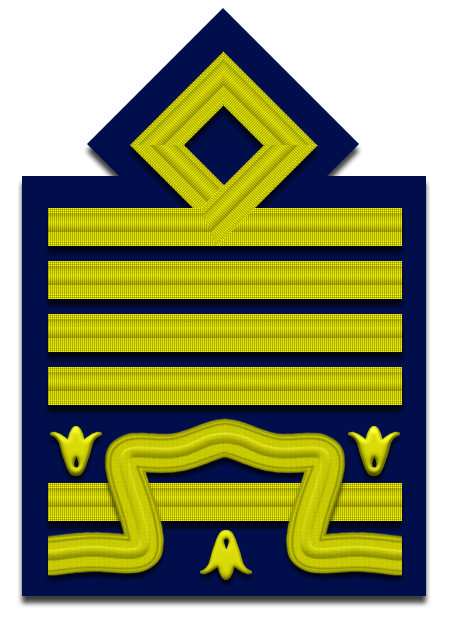
Distintivo di grado per paramano di Maresciallo dell'aria della Regia Aeronautica

In Italia, durante il periodo fascista, il grado di maresciallo dell'aria era il massimo grado, della Regia Aeronautica, equivalente al maresciallo d'Italia del Regio Esercitoe al grande ammiraglio della Regia Marina. Il grado immediatamente inferiore era quello di generale d'armata aerea.
L'unico ad esserne stato insignito fu Italo Balbo, il 13 agosto 1933.
Il grado venne abolito dopo la proclamazione della Repubblica.
Gradi degli Ufficiali generali della Regia Aeronautica
|                       | Ufficiali generali      | Ufficiali generali                | Ufficiali generali        | Ufficiali generali          | Ufficiali generali        | Ufficiali generali |
| --------------------- | ----------------------- | --------------------------------- | ------------------------- | --------------------------- | ------------------------- | ------------------ |
| Regno d'Italia        |                         |                                   |                           |                             |                           |                    |
| Maresciallo dell'aria | Generale d'armata aerea | Generale designato d'armata aerea | Generale di squadra aerea | Generale di divisione aerea | Generale di brigata aerea |                    |

Il distintivo di grado per paramano di maresciallo dell'aria della Regia Aeronautica era uguale all'attuale distintivo di grado di generale quando la carica di capo di stato maggiore della difesa viene ricoperta da un generale di squadra aerea dell'Aeronautica Militare.

## Nel mondo
Analoghe denominazioni a quelle della Royal Air Force sono usate anche nelle forze aeree di alcuni paesi del Commonwealth, come Australia, Bangladesh, India, Nuova Zelanda e Pakistan, nonché di altri paesi che hanno adottato il sistema britannico, quali la Thailandia. 
Nella Aeronautica greca in epoca regia esisteva il grado di Aitherárchis (greco: Αιθεράρχης) traducibile come maresciallo dell'aria, conferito solamente al re di Grecia, grado che è stato abolito dopo la fine della monarchia e quindi non più presente nell'attuale aeronautica greca.
Nell'aeronautica dello Zimbabwe il massimo grado è Maresciallo dell'aria, mentre il grado di Maresciallo capo dell'aria è un titolo onorario.
Nell'Aeronautica militare indonesiana il grado onorifico è Marsekal Besar letteralmente Gran maresciallo.
Nell'Aeronautica portoghese Marechal da Força Aérea è un titolo onorario o postumo o che viene conferito in tempo di guerra. 
Nell'Aeronautica militare brasiliana il massimo grado è Tenente-brigadeiro, mentre Marechal do Ar è un titolo onorario.

## Galleria d'immagini

Marshal of the Royal Air Force (Regno Unito)
Marshal of the RAAF (Australia)
Marshal of the RNZAF (Nuova Zelanda)
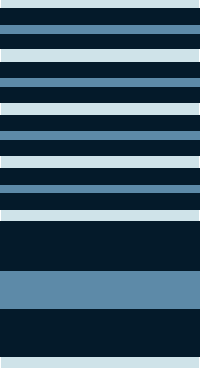
Marshal of the Indian Air Force (India)
Marshal of the Pakistan Air Force (Pakistan)
Grecia: Αιθεράρχης (Aitherárchis)
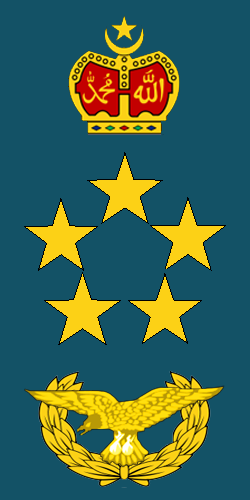
Marsyal Tentera Udara (Malaysia)
Marsekal Besar (Indonesia)
Thailandia: จอมพลอากาศ (Chom Phon Akat)
Marechal do Ar (Brasile)
Marechal da Força Aérea (Portogallo)